# فرهاد خان‌محمدی
فرهاد خان‌محمدی (زاده ۹ بهمن ۱۳۲۳، همدان – درگذشته ۲۹ شهریور ۱۳۸۷، تهران) بازیگر سینما و تلویزیون اهل ایران بود.

## زندگی‌نامه

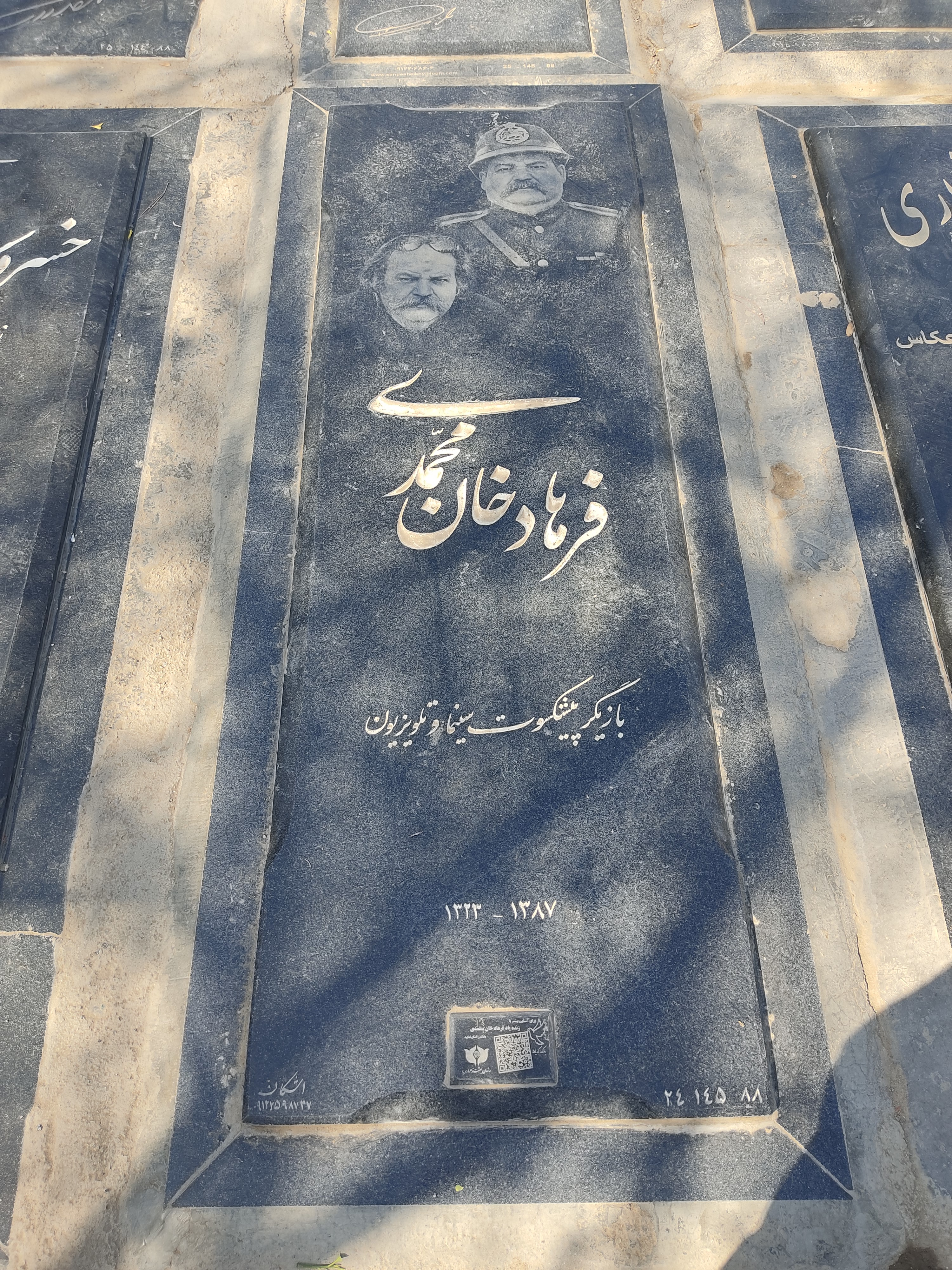
قبر فرهاد خان‌محمدی در قطعه هنرمندان بهشت زهرا

فرهاد خان‌محمدی در ۹ بهمن ۱۳۲۳ در همدان زاده شد. تحصیلات ابتدایی را تا اخذ گواهینامه هشتم در همدان بود. سپس در سال ۱۳۳۸ همراه خانواده به تهران آمد. مدتی مشغول کارهای فنی بود و چندین سال در ارتش به عنوان افسر ارشد کار کرد. بعد از آن در سال ۱۳۴۷ وارد عرصه سینما شد.
خان‌محمدی در سال ۱۳۴۳ با بازی در فیلم «آقای قرن بیستم» فعالیت سینمای‌اش را آغاز کرد و از جمله کارهای او می‌توان به «آتش بدون دود»، «سمک عیار»، «سربداران»، «فصل خون»، «سناتور»، «مادیان»، «اجاره‌نشین‌ها»، «ترنج»، «جنگلبان»، «پرستار شب»، «خارج از محدوده»، «ریحانه»، «هامون»، «کارآگاه»، «پردهٔ آخر»، «افعی»، «آخرین بندر»، «معجزهٔ خنده» و «عشق کافی نیست» اشاره کرد. آخرین فعالیت این بازیگر حضور در سریال «کارآگاه» ۲ است. فرهاد خان‌محمدی ظهر جمعه ۲۹ شهریور ۱۳۸۷ در سن ۶۳ سالگی در بیمارستان رسول اکرم تهران درگذشت و پیکرش ساعت ۱۰ روز یکشنبه (۳۱ شهریورماه) از مقابل خانهٔ سینما تشیع و در قطعه هنرمندان در کنار مزار خسرو شکیبایی به خاک سپرده شد.

## کارنامه هنری

### سینمایی
1. واکنش پنجم (۱۳۸۱)
2. غزل (۱۳۸۰)
3. قارچ سمی (۱۳۸۰)
4. لوکوموتیوران (۱۳۷۹)
5. مسافر ری (۱۳۷۹)
6. بادام‌های تلخ (۱۳۷۸)
7. تلفن (۱۳۷۸)
8. مثلث آبی (۱۳۷۸)
9. مومیایی ۳ (۱۳۷۸)
10. عشق کافی نیست (۱۳۷۷)
11. بدلکاران (۱۳۷۶)
12. یاغی (۱۳۷۶)
13. جوانمرد (۱۳۷۵)
14. گاومیش‌ها (۱۳۷۵)
15. معجزه خنده (۱۳۷۵)
16. بیگانه‌ای در شهر (۱۳۷۴)
17. توطئه (۱۳۷۴)
18. قانون (۱۳۷۴)
19. گروگان (۱۳۷۴)
20. آخرین بندر (۱۳۷۳)
21. سربلند (۱۳۷۳)
22. چشم شیطان (۱۳۷۲)
23. دمرل (۱۳۷۲)
24. ضربه طوفان (۱۳۷۲)
25. افعی (۱۳۷۱)
26. دلاوران کوچه دلگشا (۱۳۷۱)
27. طعمه (۱۳۷۱)
28. مستاجر (۱۳۷۱)
29. بهترین بابای دنیا (۱۳۷۰)
30. دو نفر و نصفی (۱۳۷۰)
31. راز چشمه سرخ (۱۳۷۰)
32. گل‌ها و گلوله‌ها (۱۳۷۰)
33. آپارتمان شماره ۱۳ (۱۳۶۹)
34. پرده آخر (۱۳۶۹)
35. دو فیلم با یک بلیت (۱۳۶۹)
36. رنو تهران - ۲۹ (۱۳۶۹)
37. دخترک کنار مرداب (۱۳۶۸)
38. رانده شده (۱۳۶۸)
39. ریحانه (۱۳۶۸)
40. ساوالان (۱۳۶۸)
41. هامون (۱۳۶۸)
42. ارثیه (۱۳۶۷)
43. دلار (۱۳۶۷)
44. سرب (۱۳۶۷)
45. هی جو (۱۳۶۷)
46. پرستار شب (۱۳۶۶)
47. خارج از محدوده (۱۳۶۶)
48. محموله (۱۳۶۶)
49. اجاره نشین‌ها (۱۳۶۵)
50. ترنج (۱۳۶۵)
51. روزهای انتظار (۱۳۶۵)
52. مادیان (۱۳۶۴)
53. زندان دوله تو (۱۳۶۳)
54. سناتور (۱۳۶۲)
55. ملخ زدگان (۱۳۶۲)
56. فصل خون (۱۳۶۰)
57. نان و نمک (۱۳۵۶)
58. عبور از مرز زندگی (۱۳۵۴)
59. کندو (۱۳۵۴)
60. ابرمرد (۱۳۵۳)
61. صلات ظهر (۱۳۵۳)
62. سراب (۱۳۵۲)
63. الکلی (۱۳۵۰)
64. جعفر و گلنار (۱۳۴۹)

### تلویزیونی
| سال       | نام                     | سمت          | کارگردان              | توضیحات |
| --------- | ----------------------- | ------------ | --------------------- | --- |
| ۱۳۸۷      | کارآگاه علوی ۲          | بازیگر       | حسن هدایت             | در نقش «آسپیران دودکار» |
| ۱۳۸۲      | این سه نفر              | بازیگر       | اصغر توسلی            | شبکه ۳ |
| ۱۳۸۲      | رؤیای ناتمام            | بازیگر       | جواد اردکانی          | شبکه ۲ |
| ۱۳۸۰      | دردسر والدین            | بازیگر       | مسعود نوابی           | شبکه ۳ |
| ۱۳۷۹      | مسافر ری                | بازیگر       | داوود میرباقری        | شبکه ۱ / این سریال، یک نسخه سینمایی هم دارد. |
| ۱۳۷۹      | پانزده مسافر            | بازیگر       | مهدی طاهری            | از برنامه «سیمای خانواده» شبکه ۱ پخش می‌شد. |
| ۱۳۷۸–۱۳۷۹ | آفتاب و زمین            | بازیگر       | جواد شمقدری           | شبکه ۲ |
| ۱۳۷۸–۱۳۷۹ | تفنگ سرپر               | بازیگر       | امرالله احمدجو        | |
| ۱۳۷۷      | سواران جنوب             | بازیگر       | جهانگیر جهانگیری      | از برنامه «سیمای خانواده» شبکه ۱ پخش می‌شد. |
| ۱۳۷۷      | به او بگوئید دوستش دارم | بازیگر       | حمید تمجیدی           | |
| ۱۳۷۷      | روزگار جوانی            | بازیگر مهمان | اصغر توسلی شاپور قریب | فیلمنامه: «اصغر فرهادی» / شبکه تهران |
| ؟         | بدگمان                  | بازیگر       | ؟                     | اواسط دهه هفتاد از برنامه «سیمای خانواده» پخش می‌شد. |
| ۱۳۷۵      | گریز                    | بازیگر       | کریم آتشی             | مجموعهٔ پلیسی ۲۰ قسمتی |
| ۱۳۷۵      | صدای صنوبر              | بازیگر       | شاپور قریب            | برنامه کودک و نوجوان شبکه ۲ |
| ۱۳۷۴      | داستان یک شهر           | بازیگر       | خسرو معصومی           | این مجموعه در ابتدا «خانه‌های شاد» نام داشت و از شبکه ۱ پخش می‌شد و نباید آن را با سریالی دیگر به همین نام به کارگردانی اصغر فرهادی (۱۳۷۸- شبکه تهران) اشتباه کرد. |
| ۱۳۷۴      | کارآگاه علوی            | بازیگر       | حسن هدایت             | شبکه ۱ |
| ۱۳۶۶      | درخت دوستی              | بازیگر       | سعید خاکسار           | شبکه ۲ |
| ۱۳۶۴      | بوعلی سینا              | بازیگر       | کیهان رهگذار          | شبکه ۲ / این مجموعه در سال ۱۳۶۶ به صورت فیلم سینمایی تدوین و اکران شد.                                                                                           |
| ۱۳۶۳      | سربداران                | بازیگر       | محمدعلی نجفی          | شبکه ۱ |
| ۱۳۶۲      | طبل توخالی              | بازیگر       | احمد نجیب‌زاده         | در دهه فجر ۱۳۶۲ از شبکه ۱ پخش شد. |
| ۱۳۵۹      | شاه‌دزد                  | بازیگر       | احمد نجیب‌زاده         | در بهمن ۱۳۵۹ از شبکه ۱ پخش شد. |
| ۱۳۵۴      | آتش بدون دود            | بازیگر       | نادر ابراهیمی         | |
| ۱۳۵۳      | سمک عیار                | بازیگر       | محمدرضا اصلانی        | |